# صمويل دو أروجو ميراندا
صمويل دو أروجو ميراندا الشهير باسم صمويل دو أروجو (مواليد 28 مارس 1988 في غوفيرنادور فالاداريس، ميناس جيرايس، البرازيل) لاعب كرة قدم برازيلي يلعب حاليا لصالح نادي الدرجة الأولى المحرق البحريني في مركز قلب الدفاع من 2016 كما يجيد اللعب في مركز الوسط المدافع.

## الإنجازات

### أرابيراكا
- بطولة ألاغوانو (1): 2009

#### زيمبرو كيشيناو
- كأس مولدوفا (1): 2014

## روابط خارجية
- صمويل دو أروجو ميراندا على موقع قاعدة بيانات كرة القدم.إي يو (الإنجليزية)
- صمويل دو أروجو ميراندا على موقع Soccerway.com (الإنجليزية)